# Szabó Tamás (birkózó)

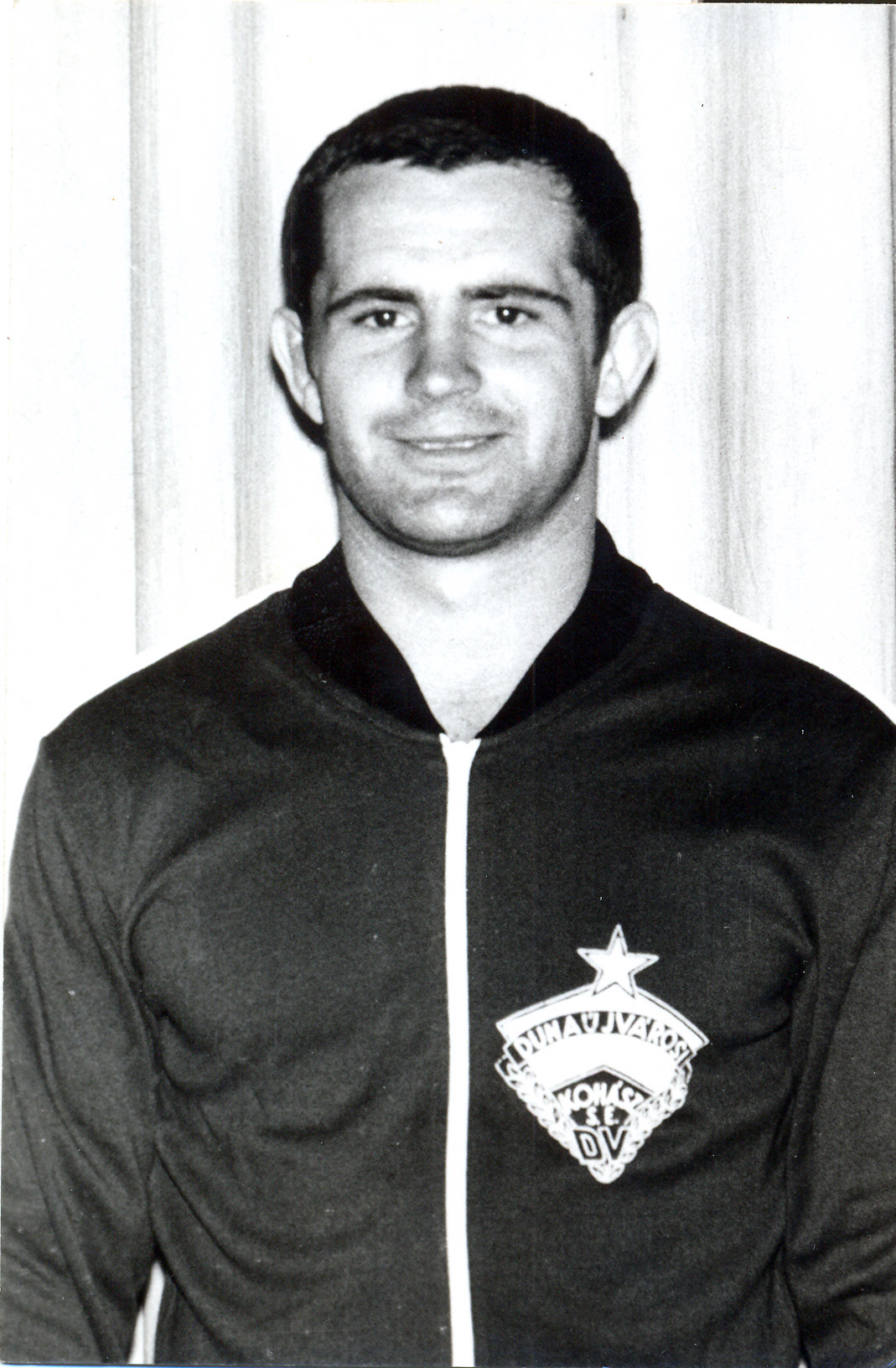
Szabó Tamás birkózó magyar bajnok 1970-ben

SZABÓ TAMÁS születése óta – (1947.06.02.), Dunapentele, (Anyja neve: Kertész Gizella) Dunaújvárosban él, és aktív szerepet vállal a város közéletében. Feleségével Herdinai Máriával 49 éve él boldog házasságban. Három gyermeket – Szilvia, Tamás és Zsolt – neveltek fel. Három unokájuk született Gergő, Janka és Maja .  Általános iskolai tanulmányait a Pentelei Szórád Márton Általános Iskolában végezte, majd a szintén dunaújvárosi Kerpely Antal Technikumban érettségizett, illetve szerzett kohász-technikusi oklevelet (1965). 1965-1971 között a Dunai Vasmű Hideghengerműjében dolgozott, mint hengerész.1971-1976-ig a Vasmű Igazgatóságának Sportirodáján sportszervező, 1976-1981-ig pedig a Dunaújvárosi Kohász SE módszertani főelőadója. Közben (1981) diplomát szerzett a Testnevelési Főiskolán.  1981-ben munkahelyet változtatva bekerül a közoktatásban ahol 35 évig dolgozott melyből 25 évig, mint a Hild Szakközépiskola Kollégiumvezetője. Az általa kezdeményezett sportkollégium országos és nemzetközi szintet elért versenysportolók neveléséhez járult hozzá. Itt eltöltött idő alatt több munkaterületen is megismerhettük sokoldalú felkészültségét, szakszerű és nagy teherbírású munkaképességét, ami mélységes humánus magatartással párosul.
Immár nyugdíjas, de közel 35 évig közalkalmazott volt, és kollégiumvezetőként szervezte a városkörnyéki, illetve napjainkban már a Közép-Magyarországi régió, valamint a határon túli magyarság tanulóit városunkba. Aktív részese és koordinátora volt a Hild Középiskola mindennapi életének, munkaterületére a kiváló munkamorál, a megfontoltság és a példás rendjellemző. A hosszú munkával eltöltött évek alatt számos továbbképzés résztvevője volt, 1984-ben ugyancsak a Testnevelési Főiskolán sportszervezői majd, 2000-ben a Műszaki Egyetem közoktatás vezetői szakán szerez diplomát, 2005-ben az ELTE Bölcsész tudományi Karának pedagógiai szakán diplomázik.. Nagyon jó ismerője a régió szakmai problémáinak, a helyi, megyei, országos és külföldi szakmai kapcsolatai kiválóak. Az esélyegyenlőség biztosítása érdekében különösen gondját viselte a szociálisan nehéz helyzetű gyerekeknek, segítette mindennapi életüket és a zökkenőmentes beilleszkedésüket a társadalomba. Mindezek mellett példás családfő, három – ma már felnőtt korú, sikeres gyermek apja.
Egyik legősibb dunapentelei családból származik, ősei már 1742-től a településünkön laktak. Már fiatalon is a város hírnevét öregbítette – igaz ekkor még sporteredményeivel, többszörös válogatott és magyar bajnok kötöttfogású birkózó. A birkózó sportágban minden korcsoportban nyert magyar bajnokságot, összesen tíz alkalommal.  Több nemzetközi versenyen is kiválóan szerepelt, így második
lett az 1968-ban Szófiában megrendezett VIT-en, harmadik pedig az olimpiai erősségű Poddubnij emlékversenyen. Az 1970-es Berlinben megrendezett EB-n a tizenkettedik lett. Eredményeit a Dunaújvárosi Kohász versenyzőjeként ért el. Mindezt, három műszakos munkahelyről.  Az 1968-as Mexikói olimpiára rendezett válogató versenyeken a legjobban szerepelt, azonban súlycsoportjába nem neveztek be sportolót a nagy részvételi költségekre hivatkozva.
1970-ben aktívan kapcsolódik be a város kulturális életébe. Hatalmas lokálpatriotizmus jellemzi, az elhivatottsága példa értékű szülőtelepülése történelmi és kulturális emlékeinek felkutatásában.
1988-ban megalapítja a Pentele Sport-Kultúr és Hagyományőrző Egyesületet, melynek a mai napig elnöke.
Az általa alapított női labdarúgócsapat öt évig szerepelt a magyar bajnokság első osztályában. A Hild iskola leány diák labdarúgó csapatával kétszer nyert országos diákbajnokságot. Az általa huszonhat alkalommal megrendezett Dunapentele Kupa nemzetközi női labdarúgótorna, a Kárpát Medence legrangosabb női labdarúgó tornájává nőtte ki magát.
1991–től a Penteléért Alapítvány kuratóriumi elnöke egyben alapítója. A Pentele Városrészért végzett kimagasló munka elismeréséül létrehozza a Pro Pentele díjat.
Az 1987-ben alakult Pentele Baráti Körnek egyik alapítója és a megalakuláskor titkára majd mintegy harminc évig a vezetőségének tagja.
Nevéhez fűződik a városi Augusztus 20-i Szent István napi ünnepség rendszerváltás utáni városi hagyományteremtő megrendezése, a pentelei Arató Bál,  Szüreti Bál,  Pentelei Búcsú, Pentelei Kolbászfesztivál, és Pentelei Szüreti fesztivál, kezdeményezése és megrendezése.
A Pentelei Monostor Bizottság megalakításának egyik kezdeményezője, a Pentelei Monostor Konferencia szervezője és az emlékhely megépítésének támogatója kezdeményezője.  2016-tól főszervezője a Szent Pantaleon Zarándoklatnak Beloiannisz Dunaújváros között, melyen évente mintegy negyvenen vesznek részt. E rendezvénnyel emlékezve meg Szent Pantaleonomra, városunk névadójára és a tatárjáráskor a monostorunkban meggyilkolt mártírhalált halt szerzetesekre.
Folyamatosan kutatja a településünk helytörténetét az innen elszármazott híres embereket és  leszármazottaikat,  az USA-tól kezdve Ausztrálián át.
Főszervezője volt a 2007-ben 100 éves pentelei Szórád Iskola, és az 1000 éves Pentele jubileumi ünnepének.
Számos helytörténeti publikációhoz biztosított értékes leírást és képanyagot. Szerzője az „Pentele Ezer Éve „c. könyvnek. Most a második köteten dolgozik. Döntő érdemei vannak a Pentele híd névadásának. A Dunaújvárosi Hírlapban, a Dunaferr, valamint a Hét nap című folyóiratokban rendszeresen jelentek és jelennek meg helytörténeti írásai.
Nagyon sokan ismerik és értékelik is a városrészért eddig végzett munkásságát, valamint el is várják már tőle azt, hogy Dunaújvárosban Pentelét a múltjához méltóan képviselje.
A határon túli diákok sporttáborát hosszú évek óta megrendezi, és számos határon túli magyar diák találta ez által meg új oktatási intézményét városunkban. Segítségével, összesen mintegy harminc fő diák választotta eddig városunkat.
A határon túli magyar településekkel testvéri kapcsolatokat ápol úgymint, Érsekújvár, Nagyszőlős, Nagyvárad, Szabadka, Zenta, Magyarkanizsa és Csantavér. településeinek civil szerveződéseivel.
- Magyar Bajnok 1970 (82kg, kötöttfogás)
Magyar Bajnokság bronzérmes: 1969 (82kg, kötöttfogás)
Magyar Bajnokság bronzérmes: 1969 (82kg, szabadfogás)
Magyar Bajnokság ezüstérmes: 1968 (82kg, kötöttfogás)
Magyar Bajnokság ezüstérmes: 1968 (82kg, szabadfogás)
Magyar Bajnokság ezüstérmes: 1973 (90kg, kötöttfogás)
Magyar Bajnokság bronzérmes: 1974 (90kg, kötöttfogás)
- négyszeres serdülő és háromszoros ifjúsági magyar bajnok. (1960-1967-ig)